# The X Factor (Album)
The X Factor (englisch für „Das gewisse Etwas“) ist das zehnte Studioalbum der britischen Heavy-Metal-Band Iron Maiden. Es kam im August 1995 auf den Markt und wurde von Steve Harris produziert.
Es war das erste Album mit dem neuen Sänger Blaze Bayley.

## Entstehung
Ursprünglich war der Name The X Factor nur ein Projektname. Das römische X (10) steht hier für das zehnte Iron-Maiden-Studioalbum. Nachdem der langjährige Iron-Maiden-Sänger Bruce Dickinson die Band 1993 verlassen hatte, stand Iron Maiden quasi vor einem Neuanfang. Der neue Frontman Blaze Bayley wurde schon Ende 1993 präsentiert, konnte allerdings die meisten Anforderungen der Fans und der Presse nicht erfüllen. Bandboss und Bassist Steve Harris war nach dem Ausstieg von Bruce Dickinson und einer gerade durchgemachten Scheidung an einem persönlichen Tiefpunkt. The X Factor ist ein eher dunkles und Iron-Maiden-untypisches Album. Dies erklärte Harris mit seiner damaligen Stimmung.

„Es war ein echter Wermutstropfen, als Bruce ging. Aber dann war die Einstellung: 'Scheiß drauf – wir werden uns aufraffen und weitermachen'. Das ist alles, was man tun kann.“

Ebenso wie auf dem Vorgänger Fear of the Dark wurde das Cover-Artwork nicht von Derek Riggs erstellt. Hugh Syme fertigte das Cover an, das diesmal nicht im Comic-Stil erstellt wurde, sondern eine realitätsnahe Darstellung von Bandmaskottchen Eddie zeigt. Die Lobotomie, die an ihm durchgeführt wird, ist ein Rückgriff auf das Piece-of-Mind-Cover.

## Tournee
Auf der X-Factour wurden zwischen 1995 und 1996 fast alle Kontinente betourt. Zum ersten Mal seit den frühen Achtzigerjahren spielte Iron Maiden wieder in kleineren Hallen bzw. in Clubs, in Deutschland unter anderem im E-Werk Köln sowie im PC-69 in Bielefeld. Es schien, dass viele Fans von dem neuen Album und dem Weggang von Bruce Dickinson enttäuscht waren. Dieser Umstand, obwohl das Album selbst in den Top 10 der Albumcharts weltweit aufstieg, wirkte sich womöglich auf die Besucherzahlen aus. Die Tour wurde durchschnittlich mit sieben Songs des aktuellen Albums (u. a. Man On The Edge, Sign Of The Cross, Blood On The World’s Hands, Lord Of The Flies) und vielen Klassikern (u. a. Heaven Can Wait, The Trooper, The Number Of The Beast, Fear Of The Dark, Wrathchild) bestritten. Mit den, nicht für seine Stimmlage geschriebenen, Klassikern hatte Blaze Bayley aufgrund seines Baritons seine Probleme, die von Bruce Dickinson gewohnten hohen Soprantöne zu treffen. Er konnte Stücke wie „The Trooper“ und „The Number Of The Beast“ nur in seiner tieferen, dunkleren Tonlage intonieren. Auf der X-Factour 1995/96 kam es u. a. 1996 in Chile zu Übergriffen von Fans auf Blaze Bayley. Die Tour wurde auf Grund einer Pollen-Allergie von Bayley kurz gehalten.

## Titelliste
1. Sign of the Cross (Steve Harris) – 11:18
2. Lord of the Flies (Steve Harris, Janick Gers) – 5:03
3. Man on the Edge (Blaze Bayley, Janick Gers) – 4:13
4. Fortunes of War (Steve Harris) – 7:24
5. Look for the Truth (Blaze Bayley, Janick Gers, Steve Harris) – 5:10
6. The Aftermath (Steve Harris, Blaze Bayley, Janick Gers) – 6:20
7. Judgement of Heaven (Steve Harris) – 5:12
8. Blood on the World’s Hands (Steve Harris) – 5:57
9. The Edge of Darkness (Steve Harris, Blaze Bayley, Janick Gers) – 6:39
10. 2 A. M. (Blaze Bayley, Janick Gers, Steve Harris) – 5:37
11. The Unbeliever (Steve Harris, Janick Gers) – 8:10

## Songinformationen
- Sign of the Cross ist mit 11 Minuten das längste Stück des Albums. Das Lied wird durch einen gregorianischen Choral eröffnet. Das Stück handelt vermutlich von der Inquisition und enthält eine Referenz an Umberto Ecos Roman Der Name der Rose. Über die weitere Bedeutung des Stückes wurde viel spekuliert.[2]

- Lord of the Flies basiert auf dem Roman Herr der Fliegen von William Golding.[2]

- Man on the Edge basiert auf dem Film Falling Down – Ein ganz normaler Tag.[2]

- Fortunes of War behandelt die Schrecken des Krieges aus der Sicht von heimkehrenden Soldaten.

- The Aftermath behandelt auch das Thema Krieg. Durch die Erwähnung von „mustard gas“ (dt.: Senfgas) wird klar, dass das Lied vom Ersten Weltkrieg handelt. Auch hier spielen die psychologischen Auswirkungen des Krieges eine Rolle.

- Blood on the World’s Hands ist ein weiterer Text der sich mit dem Themenfeld Krieg beschäftigt. Der Text behandelt den Bosnienkrieg. Die westliche Kultur wird hier kritisiert und es wird daran erinnert, dass der ausgetragene Konflikt direkt vor der Haustür (across the border) stattgefunden hat und dies auch hier passieren könnte.

- The Edge of Darkness basiert auf dem Roman „Herz der Finsternis“ von Joseph Conrad beziehungsweise der Verfilmung Apocalypse Now.[2]

Ein weiterer Themenkomplex des Albums beschäftigt sich mit dem Sinn des Lebens. Das Lied Look for the Truth handelt von Ängsten, die das Leben des Protagonisten lähmen. Judgement of Heaven und 2 A.M. behandeln das Thema konkret. The Unbeliever handelt von Depressionen und dem Gefühl, nichts wert zu sein.

## Singleauskopplungen

### Man on the Edge
Man on the Edge erschien am 25. September 1995 als Doppelsingle. Part 1 wurde als ein Boxset mit Platz für zwei weitere Singles und das Album und fünf Postkarten verkauft. Part 1 erhielt als Bonus einen zusätzlichen Albumtrack, ein Outtake, das es nicht auf das Album geschafft hat und einen weiteren Song. Part 2 enthält den gleichen Albumtrack wie Part 1 und ein Outtake. Auf beiden Teilen der Single befindet sich ein kurzes Interview mit Blaze Bailey. Des Weiteren existiert eine Picture Disc mit drei Liedern. Man on the Edge erreichte als einzige Single des Albums eine Platzierung in den britischen Charts (Platz 10).
Part 1
1. Man on the Edge (Albumversion)
2. The Edge of Darkness (Albumversion)
3. Judgement Day
4. Blaze Bailey Interview Part 1 – I Live My Way

Part 2
1. Man on the Edge (Albumversion)
2. The Edge of Darkness (Albumversion)
3. Justice of the Peace
4. Blaze Bailey Interview, Part 2

### Lord of the Flies
Lord of the Flies sollte ebenfalls als Doppel-Single erscheinen, der zweite Teil wurde allerdings nicht veröffentlicht. Zwei Coverversionen wurden als B-Seite veröffentlicht.
Lord of the Flies
1. Lord of the Flies (Albumversion)
2. My Generation (Coverversion von The Who)
3. Doctor Doctor (Coverversion von UFO)

## Erfolg
Das Album erreichte Platz 8 der britischen Charts. In Deutschland kam es bis auf Platz 16 und blieb 11 Wochen in den Charts.

## Rezeption
The X Factor wurde in der Presse meist zurückhaltend bewertet. Man wollte Blaze Bayley mit seinem für Iron Maiden neuen Gesangsstil eine Chance geben. Das Album wurde teils als drucklos, zu progressiv und zu düster bewertet, die dunklere Stimme von Blaze Bayley passe aber dennoch in das düstere Konzept.
Erst nach der „X Factour“, als Blaze Bayley alte Bruce-Dickinson-Klassiker sang, schlug die Zurückhaltung der Fans und der Presse in Kritik an Bayleys Stimme um.